# Princeton (Indiana)
Princeton város az USA Indiana államában. Lakosainak száma 8301 fő (2020. április 1.).

## Népesség
A település népességének változása:

| 2010 | 8 644 |
| 2020 | 8 301 |